# Agaon gabonense
Agaon gabonense är en stekelart som beskrevs av Wiebes 1989. Agaon gabonense ingår i släktet Agaon och familjen fikonsteklar.
Artens utbredningsområde är Gabon. Inga underarter finns listade i Catalogue of Life.